# Уманська сотня
Уманська полкова сотня — адміністративно-територіальна і військова одиниця в складі Уманського та Брацлавського полків Гетьманщини.
Сотенним містом була Умань.
Уманська сотня брала участь у поході Семена Палія на підмогу наказному гетьману Якову Лизогубу проти ординців у 1694 році. Того ж року уманці билися з ординцями на р. Кодимі. У серпні 1697 року Палій писав гетьману Мазепі, що його писар з 200–ми надійними вояками знаходиться коло Умані для оборони шляхів від ворогів. У травні 1698 року І. Бариш та його Уманська сотня зазнали поразки в Сухій Діброві від ординців. У серпні 1699 року Палій знову писав до Мазепи, сповіщаючи, що він боронив Уманщину від князя Міхала Любомирського, коронного підстолія у 1706–1714 рр. 20(9) березня 1700 року наказний уманський сотник Василь Гайдук писав Палію про добуті новини щодо дій ординців. Характерно, що цього листа підписано «с паланки Уманской». У травні 1701 року Уманська сотня погналася за ординцями, які пограбували під Недорубайкою купців. У бою на Гарбузиній Долині уманці зазнали тоді втрат: списами було поранено охочокомонного сотника Луцика та хорунжого Уманської сотні Семена Дубського, чимало козаків потрапило у полон.
Уманська сотня, яка формально підлягала князю Юрію Четвертинському, визнала над собою владу гетьмана Івана Мазепи і навіть надала йому бджільну десятину до Батурина. У розпал Північної війни сотник І. Бариш та В. Гайдук повели Уманську сотню під Каліш у Великопольщі, де вони билися проти шведів. У 1708 році вона ж під керівництвом наказного уманського сотника Дацька брала участь у поході київського полковника Федора Коровки під Люблін. Були там уже згадані уманський хорунжий С. Дубський та В. Гайдук..